# Cadafaz (Celorico da Beira)
Cadafaz é uma povoação portuguesa do Município de Celorico da Beira que foi sede da extinta Freguesia de Cadafaz, freguesia que tinha 8,53 km² de área e 140 habitantes (2011), e, por isso, uma densidade populacional de 16,4 hab./km².
A Freguesia de Cadafaz foi extinta em 2013, no âmbito de uma reforma administrativa nacional, tendo sido agregada à Freguesia de Rapa para formar uma nova freguesia denominada União das Freguesias de Rapa e Cadafaz com a sede em Rapa.
A Freguesia de Cadafaz era constituída pelos lugares de Cadafaz e Souto Moninho. Situa-se na base do planalto Beirão, em pleno Parque Nacional da Serra da Estrela e na margem esquerda do rio Mondego.
Cadafaz pertence à rede de Aldeias de Montanha.

## População
| Totais e grupos etários | Totais e grupos etários | Totais e grupos etários | Totais e grupos etários | Totais e grupos etários | Totais e grupos etários | Totais e grupos etários | Totais e grupos etários | Totais e grupos etários | Totais e grupos etários | Totais e grupos etários | Totais e grupos etários | Totais e grupos etários | Totais e grupos etários | Totais e grupos etários | Totais e grupos etários |
| ----------------------- | ----------------------- | ----------------------- | ----------------------- | ----------------------- | ----------------------- | ----------------------- | ----------------------- | ----------------------- | ----------------------- | ----------------------- | ----------------------- | ----------------------- | ----------------------- | ----------------------- | ----------------------- |
|                         | 1864                    | 1878                    | 1890                    | 1900                    | 1911                    | 1920                    | 1930                    | 1940                    | 1950                    | 1960                    | 1970                    | 1981                    | 1991                    | 2001                    | 2011                    |
|                         | 387                     | 392                     | 471                     | 498                     | 476                     | 412                     | 401                     | 444                     | 450                     | 447                     | 376                     | 270                     | 217                     | 164                     | 140                     |
| i)                      |                         |                         |                         |                         |                         |                         |                         |                         |                         |                         |                         |                         |                         | 18                      | 13                      |
| ii)                     |                         |                         |                         |                         |                         |                         |                         |                         |                         |                         |                         |                         |                         | 14                      | 14                      |
| iii)                    |                         |                         |                         |                         |                         |                         |                         |                         |                         |                         |                         |                         |                         | 71                      | 52                      |
| iv)                     |                         |                         |                         |                         |                         |                         |                         |                         |                         |                         |                         |                         |                         | 61                      | 61                      |

```
i)
 0 aos 14 anos;
 ii)
 15 aos 24 anos; 
iii)
 25 aos 64 anos; 
iv)
 65 e mais anos	
```

## Património
- Igreja de São Sebastião;
- Capela de São Miguel.

## Pontos de interesse
- BikePark Cadafaz Rapa - palco de provas frequentes de BTT/Enduro[3].